# 僕だけがいない街
『僕だけがいない街』（ぼくだけがいないまち、略称：僕街）は、三部けいによる日本の漫画作品。

## 概要
過去に戻る力（作中での呼称はリバイバル）を持つ主人公が、過去に戻り自分と周囲の人々を襲う悲劇を回避するサスペンス漫画である。単行本は本編が全8巻（外伝を含めると全9巻）。『ヤングエース』（KADOKAWA）にて、2012年7月号から2016年4月号まで連載された。『このマンガがすごい！2014』オトコ編第15位。『マンガ大賞2014』第2位。
作者は、「作中の雛月が明るいガラスの前に立っているところは『うる星やつら2 ビューティフル・ドリーマー』の水族館でガラスの前にラムがいるイメージ」とインタビューで話している。
原作とは別視点で描かれたノベライズ小説『僕だけがいない街 Another Record』（著者：一肇）が電子書籍雑誌『文芸カドカワ』（KADOKAWA）にて2015年11月号から2016年2月号まで連載されたほか、2016年1月から同年3月までテレビアニメが放送された。また、同年3月に実写映画が公開された。実写映画化は単行本第2巻の発売前に決定している。
本編の連載終了後、本連載と同じく『ヤングエース』にて2016年7月号から12月号までメインキャラクターに焦点をあてた短編集である外伝『僕だけがいない街 Re』が連載された。連載分は「Re」のタイトルは使用せずそのままコミックス第9巻として発売された。
原作は2017年10月、フランスのSF専門出版社「ActuSF」が選ぶ「歴史改変SF大賞」（Prix ActuSF de l'uchronie）にて「グラフィック賞」に選出された。これは日本の漫画としては初となる。2017年12月にNetflixにより連続ドラマ化された。
2020年12月時点で、紙と電子書籍を合わせた累計部数は549万部を突破している。

## あらすじ
プロローグ
売れない漫画家・藤沼悟は、「再上映（リバイバル）」と呼んでいる特殊能力を持っていた。「再上映」は自分の意思とは関係なく発動し、直後に起きる「悪いこと（事件・事故など）」の原因が取り除かれるまで、その直前の場面に何度もタイムリープしてしまうというものだった。能力が発動しても周囲で起きるトラブルが回避されるだけで、大半は悟にとってプラスにならない結果となるため、能力に不満を持ちながら、ピザ屋のアルバイトをこなす日々を過ごしていた。
ある日、ピザの配達中に起きた「再上映」の結果、児童が交通事故に遭うことを未然に防いだ悟は、代わりに自身が車にはねられ二日間入院することになる。これを機会に、見舞いに来たピザ屋の同僚・片桐愛梨と親しくなり、また事故の知らせを受け上京した母親・佐知子がアパートで共に暮らし始めることになる。後日、佐知子との買い物中に「再上映」が発生、このとき子連れの男と目を合わせたことで佐知子は誘拐が未然に防がれたことを確信する。
佐知子はその翌日、1988年に北海道で起きた連続誘拐殺人事件の真犯人と同一人物であることにも気付くが、悟に伝える前に何者かに殺害される。悟はアパートで遺体を発見後、「再上映」で佐知子の殺害を阻止しようと強く念じたところ、それまで経験したことがない長期間の「再上映」により1988年に戻ることになる。
最初の「再上映」
1988年2月15日にタイムリープした悟は、直後に起きるはずの連続誘拐殺人事件を阻止しようとする。この事件では、クラスメイトの雛月加代と杉田広美（ヒロミ）が殺害され、年上の友人であった白鳥潤（ユウキさん）が犯人として逮捕され、その後死刑が宣告されていた。小学生だった悟の証言は捜査で重要視されず、裏切られた思いをしていた。
加代の母親による虐待の事実に気付き、加代の殺害を阻止しユウキさんも救うことを決意した悟は、周囲と距離を置いていた加代と積極的に交流し信頼を得る。未来の雑誌に載っていた殺害時点で10歳と情報を頼りに犯行日時を絞り込もうと加代の誕生日を調べ、偶然自分と同じ3月2日であり、11歳になるまでのどこかで加代が誘拐されたことを知る。加代と共に時間を過ごし、3月2日の合同誕生日祝いを乗り越えて安心して眠りに落ちた悟だが、次の日、加代は学校に来ずそのまま行方不明となる。加代が死んだことを察してショックを受けた悟だったが直後に「再上映」が終わり、母親が死んだ直後の2006年に戻る。
犯人に仕立て上げられた悟は、始めにピザ屋の店長・高橋を頼るも裏切られ、愛梨の計らいにより愛梨が住む親戚の家に匿われる。しかし、愛梨の家は何者かに放火され、逃げ遅れた愛梨は悟に救出されるも入院することになる。再び行き場を失った悟は、佐知子が殺害される直前に記した電話番号を通じて、佐知子の「テレビ石狩」時代の同僚・澤田真と連絡を取る。連続誘拐殺人事件の調査を続けていた澤田から情報を得た悟は、連続誘拐殺人事件と母親の殺害が同じ真犯人によるものという結論に至る。
その後、愛梨は母親の手助けにより病院から脱走し、悟と連絡を取り橋の下で待ち合わせる。悟は愛梨から西園という人物が怪しいという情報を得るが、直後に警察に発見され悟は逮捕される。悟が手錠をかけられたところで再び「再上映」が起こり、1988年2月に戻る。
2度目の「再上映」
1988年2月27日にタイムリープした悟は、悟の変化に気づいたクラスメイト・小林賢也（ケンヤ）に加代が殺害される可能性を打ち明ける。悟はなりふり構わず加代の死を阻止するため、合同誕生日祝いの後に加代の母親を殺害しようとするが、ケンヤに止められる。ケンヤとの会話の最中に、悟は事件に先んじて加代を「誘拐」することを思いつき、ケンヤ、ヒロミの協力を得て隣の泉水小学校にある廃バスに加代を匿い、無事に3月3日を乗り切る。
しかし同日の深夜、何者かが廃バスに侵入したことに危険を感じた悟たちは、佐知子に加代を匿っていることを打ち明ける。佐知子は悟と加代を受け入れ、担任の八代学に連絡を取り、翌日、加代の自宅へと向かう。応対した加代の母親・明美は取り乱し佐知子へシャベルを振りかざすが、待ち合わせていた八代と児童相談所の職員、そして明美の母親の説得により泣き崩れる。加代は明美の母親である祖母に預けられた。
加代を救った後も「再上映」が終わらないことから、悟は事件の被害者を孤立させないよう行動を開始する。悟は「ユウキさん」から中西彩の情報を聞き出し、事件の可能性を摘み取るため彩への接触を試みる。彩は当初「アジト」に立ち入る悟たちを子供じみた遊びだとせせら笑うが、アジト仲間のカズが「アジトは男のロマンだ。ヒマならアジトに来てみろ」と反論したところ、カズの子供っぽさを突き抜けた男っぽさに惹かれた彩がアジトを訪れるようになり、彩の孤立は解消される。一方、八代と市教育委員会の計らいにより、加代は祖母の家からバスに乗り再び悟と同じ学校に通学することになる。
加代、彩、ヒロミ、ユウキさんの全員の救出に成功した悟は真犯人を突き止めるため、加代に変わり孤立していたクラスメイト・柳原美里の動向を追う。美里がよくアイスホッケーの試合をよく1人で見ていることをケンヤから聞いた悟は、単身でアイスホッケーの行われている体育館へと向かう。トイレに立った美里を途中で見失った悟は、屋外で白鳥食品の軽トラが立ち去るのを目撃したため、偶然居合わせた八代に車で軽トラを尾行するよう依頼する。
しかし、悟が「誘拐犯が居る前提で動いている」ことを看破した八代は、悟が敵であると認め、尾行する車中で自身が真犯人であること、美里のアイスホッケー観戦自体が悟を誘き出すための罠であることを明かす。八代の運転する車に乗せられた悟は、シートベルトで身体を拘束され、バスケットボールでアクセルを固定された車両ごと、水温1℃の湖内へ沈められる。
植物状態からの覚醒
悟は救出されるも植物状態となり、佐知子の献身的な看護を受けながら15年間眠り続けていた。2003年に目覚めた悟は、自身がタイムリープしたことを含め、1988年2月15日以降の記憶を失っていた。しかし、成長したケンヤ、加代らとの再会により次第に現在の記憶と自身の中に眠る記憶の欠片との齟齬を感じ始める。リハビリの最中、偶然にも愛梨と邂逅を果たし、会ったはずのない愛梨の夢を聞いたことで再び一年の昏睡状態に陥る。
覚醒後、愛梨に会うことで記憶を取り戻せると直感した悟は、「再上映」前に愛梨を見送った駅で愛梨を発見し全ての記憶を取り戻すが、愛梨には声をかけずにその背中に手を振って去る。その後、急遽開催が発表されたリハビリ患者との交流会「さざんかの集い」が、悟の覚醒を知った西園（八代）が仕掛けた罠だと見抜き、ケンヤ、澤田の協力を得て真犯人である八代の悪事を全て暴くことを決意する。さざんかの集いの当日、何も知らないように装って参加した悟は数度の「再上映」で得た経験を活かし、次々と八代の裏を掻く。対する八代も好敵手の存在を悦ぶように策を巡らせ、悟と交流のある少女・北丸久美を誘拐して悟を吊り橋に誘い出す。八代は悟と心中するべく吊り橋を炎上させ、まだ自力で歩けない悟は倒れ込んで窮地に陥る。しかし直後、悟は立ち上がり、八代を抱えてそのまま川へと飛び込んだ。実は悟が松葉杖を使っていたのは演技であり、医学を超えた脅威の意志力によって既に身体能力を取り戻していたのだった。万策尽き果てた八代はとうとうその悪事の全てを暴かれた。
エピローグ
八代の逮捕から7年後の2012年。公訴時効を迎えた事件を含めた30件以上の殺人容疑によって、死刑判決を受けた八代は東京拘置所に収監されていた。悟は「再上映」前同様に漫画家としてデビューし、今度は作品がアニメ化するほどの成功を収めていた。加代、彩、ヒロミ、ユウキさん、そして仲間たちもそれぞれの人生を謳歌している。目覚めて以降、新たな「再上映」も起きず、悟の中でも「眠らなかった街」の記憶が徐々に薄れていく。
ある雪の日、ネームがてらの散歩に出た悟は嘗て愛梨と離れ離れになった橋の下で、昏睡中の15年に仲間たちが空白を埋めてくれたことに思いを馳せ、自分にとっての宝物「僕だけがいない街」として噛み締めていた。すると雪が強まってくる中、一人の女性が悟の元に駆け込んでくる。それは、大人になった愛梨だった。

## 登場人物
実写映画版は独自の設定や展開が多く、原作・アニメ版と特に大きく異なる場合は別記する。

### 主要人物
藤沼 悟（ふじぬま さとる）
声 - 満島真之介（成人）、土屋太鳳（小学生）
主人公。北海道出身。1977年3月2日生まれ。
2006年5月時点では29歳の漫画家。画力やストーリー構成力はあるものの、自分の心に踏み込めないという欠点のためにデビュー後はなかなか成功せず、ピザ屋「Oasi Pizza」のアルバイトで生計を立てていた。人間関係は希薄。漫画は主にゲームのコミカライズを手がけていた。心に思ったことを無意識のうちに声に出す癖がある。
「再上映（リバイバル）」というタイムリープ能力の持ち主で、過去を変えることができるが、自分の意志とは無関係に発動するためにその能力を疎ましく思っていた。しかし母親の死をきっかけに、2006年と1988年を往復する「再上映」が発動。そのチャンスを活かし、過去と現在の悲劇を回避するために奔走する。
1988年に通っていた小学校は市立美琴小学校。子供のころから人付き合いは苦手で、「ユウキさん」の助言を受けるまで友達もいなかった（この性格は父親との離別に原因があると佐知子は推測している）。「戦え！ワンダーガイ」というヒーロー漫画のファンであり、自分もワンダーガイのようなヒーローを描きたいと考えたことが漫画家を志した理由である。
2度目の「再上映」において、連続誘拐殺人事件の被害者となるはずだった3人とユウキさんを救うことに成功するも、真犯人によって湖底に沈められ、15年間の眠り（13年間の植物状態と2年間の昏睡状態）に陥る。
2003年、奇跡的に目を覚ますものの、1度目の「再上映」以降の記憶を全て失っていた（29歳の悟がタイムリープする以前の本来の小学生の状態に戻った）。しかし、現在の記憶に抱いた違和感や加代との再会によって徐々に記憶が戻り、愛梨との邂逅と2度目の昏睡を経て29歳の悟の記憶を完全に取り戻す。記憶が戻った後は賢也らと協力して真犯人を追い詰めることに成功した。事件解決後は以前の歴史同様に漫画家になり、2012年には作品がアニメ化されるほどの人気作家となる。
アニメ版では未来の手に触れた瞬間に記憶を取り戻しており、愛梨とも会わず2度目の昏睡にも陥っていない。そのため、事件解決とエピローグの時期がそれぞれ原作よりも2年ほど早くなっている。
一人称は「俺」だが、植物状態から回復後は一度記憶を失った影響か「僕」になっており、口調もやや穏やかになっていた（アニメ版では時折「俺」に戻る）。
実写映画版
原作と違って真犯人には川に落とされるが、その瞬間に「再上映」が終わり、物語冒頭のトラック暴走事故直後に戻る。そこは加代救出に成功した3度目のタイムラインにおける2006年であり、傍に居たのは愛梨ではなく大人になった加代であった。それに伴い、原作・アニメのように植物状態や記憶喪失になることはなく、2006年まで無事に過ごしていたことになっている（悟自身の認識としては沈められた直後に2006年で目を覚ましたのであって、その間の記憶は無い）。その後は真犯人を止めるために行動するも、最期は真犯人にナイフで首を切られて致命傷を負い、命を落とす。これによりタイトルの「僕だけがいない街」の意味合いが原作とは異なったものになっている。
雛月 加代（ひなづき かよ）
声 - 悠木碧
小学校時代の悟のクラスメイト。1977年3月2日生まれ（悟と同じ日）。リバーシやトランプが強い。母子家庭で、母親とその愛人から虐待を受けている。その家庭環境ゆえに卑屈な性分となってしまっており滅多に言葉を発さず、クラスでは貧乏ゆえに偏見を持たれている。口癖は「バカなの？」。
オリジナルのタイムラインでは連続誘拐殺人事件の被害者となり、1988年3月1日に死亡。
2度目のタイムラインでは、積極的に自分と関わろうとする悟に徐々に心を開き、悟たちのグループと交流を深める。3月1日を超え11歳の誕生日を迎えたが、3月2日夜から3日未明の間に行方不明となる。虐待死と思われたが、実際には物置小屋から誘拐され殺害されてから遺体を戻されていた。死の運命は変わらなかったが、死亡日が変化したことにより現代に戻った悟が「過去は変えられる」と確信するに至った。
3度目のタイムラインでは、悟が犯人よりも先に彼女を「誘拐」したことで殺人事件から救出された。佐知子・八代の協力により児童相談所に保護された後は、祖母に引き取られる。原作では、その後、八代と市教育委員会の計らいで祖母の家から再び美琴小に通うことになり、悟たちと再会する（アニメ版では祖母の家で健常にしている様子が映るのみ）。
成人後は広美と結婚し一児（未来）を授かり、その子供を連れて悟の病室を訪れた。この際に加代の絵を描いてみた悟だが、あまりに精巧に描け過ぎたことが本格的に記憶の齟齬に気付く切っ掛けとなった。
『Re』では悟が植物状態に陥った直後から中学時代の加代が描かれており、毎日のように悟の病室に通う献身的な姿が憔悴した佐知子に希望を与えていた。中学入学後も部活に入らず病院に通い続けたが、知らぬ間に悟が千葉の総合病院に転院したこと（加代の今後を案じた佐知子の配慮による）を機に自身も前へ進むことを決める。
実写映画版
原作同様に一児を授かるが、息子ではなく娘になっている。3度目のタイムラインでは、悟がトラック暴走事故で病院に担ぎ込まれた際に愛梨に代わって見舞いに来ていた。映画エピローグでは娘を連れて悟の葬儀に参列した。
片桐 愛梨（かたぎり あいり） / アイリ
声 - 赤﨑千夏
悟のバイトの後輩である女子高生。2006年5月時点で17歳。一人称は「あたし」だが、親しい人物の前では「愛梨」になる。快活で人見知りしないオープンな性格。良くも悪くも素直に物を言うため、当初は悟に「距離感が掴めない」と困惑されていたが、何事にも踏み込んでいく姿勢が悟の心境に変化を与えていく。自分の「正義」に忠実で一本気だが、許せない相手には即殴りかかるような一面もあり、美穂からは「我慢が足りない」とも言われる。
元々悟とはさほど親しくはなかったが、暴走トラックから児童を助けて負傷した悟の見舞いに行ったり、廃ビルで転落しかけたところを悟に助けられたこと（原作のみ）などから、悟のことを「尊敬できるお友達」と認識するようになった。加代ほどではないが「バカなの？」と口走ることがある。ある夢のために自立を試みており、大学には進学しないと語る。地元が田舎のせいで高校に通うには下宿する必要があったため、母の兄夫婦の厚意で佐々岡家に居候している。
幼少期に父親が万引きした疑いをかけられ、母親が信じきれずに離婚した経験から、人を信じることを信条としている。2度目のタイムラインでは、真犯人の奸計により母親殺害の容疑者となった悟を信じ、逃亡を陰で支えた。だが、それによって愛梨自身も事件に巻き込まれ、真犯人によって家を放火されてしまう。悟と高橋に助けられるもこの件で悟の容疑が強まってしまい、苦悩するうちに見舞いに来た実母の後押しを受けて病院を抜け出し、悟の元へ向かう。そこで自身の推理を悟に伝えるが実は警察に尾けられており、悟が逮捕される原因になってしまう。しかし、その信頼は悟の大きな力となり、連行される悟に泣きながら謝り続ける中、去り際の彼から「君が信じてくれたから俺はまだ頑張れる」「君を信じて良かった」と告げられた。その直後、発生した「再上映」で悟が過去改変に成功したため、悟との関係性が消滅する。
原作では、3度目のタイムラインの2004年に、悟と邂逅を果たす。そこで以前の2006年では聞けなかった「写真家になる夢」を聞かされたことが、悟の記憶を呼び覚ますきっかけとなり、その際の一年の昏睡から目覚めた悟は、直接愛梨に会いに行く。しかし、愛梨の姿を見て全てを思い出した悟が敢えて声を掛けず立ち去ったため、愛梨自身は彼に気付くことはなかった。それから時が流れた2012年1月、愛梨と悟が再び邂逅するシーンで物語は幕を閉じる。その場所は、2度目のタイムラインの2006年で二人が離れ離れになった橋の下であった。
アニメでは廃ビルで悟に助けられるエピソードが無く、その際に原作で拾っていた事件史の本は、悟がピザ屋に置き忘れたものを預かる展開になっている。原作とは悟の記憶が戻る過程が異なるため、3度目のタイムラインにおいてはラストシーン直前まで登場しない。上述のエピソードもカットされているため夢についても直接は語られないが、悟に向けてシャッターを切るシーンを追加する形で示唆されている。また、原作と違って悟が「前の2006年には戻らない（＝愛梨とはもう会えない）」という覚悟を固めるシーンが無く、ラストシーンでは「（愛梨との再会を）僕は信じていた」と語っている。
『Re』ではその前日から悟と再会するまでの愛梨が描かれる。写真家見習いとして館山事務所に勤めていたが、所長の館山に写真を認められなかったことから勢いのまま辞職して無職になっていた。その翌日、同じく佐々岡家で暮らす従姉の美穂の助言でゼロからの再出発を決意し、「次に会った人と笑顔で話すことから全てを始めよう」と考えて雪の降る街を歩いたものの周囲に人の姿は無く、自分以外の誰かを求めるうちに橋の下に佇む悟を発見。何かを感じ取ったように彼の元へと駆け出し、本編のラストシーンへと繋がる。
実写映画版
原作と違って高校生であるという言及や描写はなく、（3度目の）2006年の時点で自身のカメラを所持している。また、悟は川に落とされても植物状態に陥らないが、その後の時系列では漫画家として成功しているためにピザ屋のバイトはしていないことになっており、愛梨とも原作同様に面識がなくなっている。3度目のタイムラインでは目覚めた直後の悟と橋の下で邂逅し、悟の死後に同じ橋の下で彼の漫画を愛梨が読むシーンで幕となる。
藤沼 佐知子（ふじぬま さちこ）
声 - 高山みなみ
悟の母。2006年5月時点で52歳。夫とは悟が赤子のころに別れ、女手一つで悟を育てた。元テレビ石狩の報道部アナウンサーで高い洞察力と推理力があり、心を読んでいるかのような発言をするため、悟は頭があがらない。愛梨が姉と見間違うほど外見が若いままであり、1988年と2006年で容姿にほとんど変化がなく（原作最終回で2012年の姿も登場するが、やはり変化はなかった）、悟曰く「妖怪」と揶揄されている。悟にはうっかり口を滑らせる癖があり、その都度「冗談に決まってるべさ」と誤魔化している（悟には「冗談に決まってるべさ」＝真実である、と見抜かれている）。また、学生時代には部屋に入り込んだ下着泥棒を退治したほどの猛者であった。
オリジナルのタイムラインにおいて、1988年に起きた連続誘拐殺人事件では、報道が子供たちの目に触れてトラウマとならないように奔走した。2006年、北海道の実家で暮らしていたが、事故に遭った息子の様子見と称して悟のアパートに滞在する。滞在中に、解決したとされていた事件の真犯人の正体に気付き、真相を解き明かすために行動を始めた矢先、先手を打った真犯人に殺害される。
「再上映」後の1988年では、悟の変化に違和感を抱きながらも、陰ながら息子を支え続けた。事件に巻き込まれ植物状態となった悟を献身的に介護し、15年掛けて遂に目覚めさせる。その後もリハビリに励む悟を支え、最後の戦いにも間接的に協力した。原作ではエピローグでも変わらず悟の家にいるが、アニメ版では地元に帰ったのか悟に荷物を送ってきている。
『Re』では悟が加代を救うために奔走していたころの佐知子の心情が描かれた。また、虐待を受けていた友人を救ったことがあるという過去も明かされた（偶然にもこの時の手口を悟がユウキさんのアリバイ作りに利用することになる）。
白鳥 潤（しらとり じゅん） / ユウキさん
声 - 水島大宙
1988年時点で悟の友人であった近所に住む青年。当時23歳。軽度の吃音症持ちだが、ペーパークラフトが得意。朝4時から父親・清一郎（せいいちろう / 声 - 手塚秀彰）が営む弁当屋「白鳥食品」を手伝い、仕事明けの昼過ぎには街をブラブラしていたため、再上映前の悟からは無職だと思われていた。悟にとっては、自分を変えるきっかけを与えてくれた存在であり、尊敬する相手である。1988年の事件の犯人として捕らえられ、死刑を宣告される。
「勇気を出して」が口癖で、悟からは「ユウキさん」の愛称で呼ばれていた（本名の「白鳥潤」が悟の抱くイメージと違ったのも理由の一つ）。また、子供のころはいじめられっ子で、靴を隠された際に当時同じ小学校の上級生だった八代に助けられたことがある。
悟と知り合った時のように、一人でいる子供に声を掛ける性質があり、事件の被害者である加代や彩とも親交があった。それゆえ、何も知らない人間からは怪しまれることもあり、真犯人の偽装工作に加え、彼を疑っていた賢也の目撃証言が決定打となって逮捕されていた。
3度目のタイムラインでは、あらかじめ悟がアリバイ作りに動いていたために、事件に巻き込まれることはなかった。後に父が会社を畳んだことで外国へ引っ越し、外国人と思しき女性との間に一子を授かった後、故郷に戻って新しい白鳥食品を立ち上げている。原作では目覚めた悟に手紙を送り、再び勇気を与えた。アニメ版ではエピローグで悟が彼の元を訪れている。
実写映画版
悟からの呼称が「潤さん」になっている。再上映後は特に悟がアリバイ作りに動いた様子はなく、3度目のタイムラインにおいても容疑が晴れたどうかの言及はない。
小林 賢也（こばやし けんや） / ケンヤ
声 - 大地葉（10歳）、柄本佑（26歳）
悟のクラスメイトでアジト仲間。サッカー少年で、泉水小学校の友達とも親しい。父親が弁護士ということもあり、頭脳明晰で観察眼が鋭く、テレビ石狩による事件の報道規制や、大人の意識をもっている悟の変化を見抜いた。一方、アプローチは下手と自認している。『Re』にて5歳年下の美幸（みゆき）という妹がいることが判明した。
かつては優等生ゆえに「自分だけが特別だ」という驕りから他人を上から目線で見る癖があったが、カズに強引にアジト仲間に加えられて以降は考えを改めるようになる。加代の虐待には以前から気付いていたが、自分の出る幕ではないと特に行動を起こすことはなかった。しかし3度目のタイムラインにて（2006年からタイムリープしてきた）悟の加代を救おうと奮闘する姿にある種の憧れを抱き、それまでの自分を恥じると同時に悟の親友として彼に協力を惜しまなくなる。
悟が昏睡状態に陥った後は犯人を追ってすぐさま行動を開始しようとしたが、父の助言を受けてそのために弁護士になるべく学業に専念することを決意。両親の支援もあって慶應義塾大学に進学（真犯人と目する八代を追うことと、学業の合間に悟のいる病院に尋ねることも兼ねていた）したが、2001年に北海道C市女児殺害事件（八代が加代を狙う以前に起こした事件）が時効を迎え、西園（八代）の屋敷の前で悔し涙を流していたところを澤田と出会う。以後は真犯人を追い詰めるために澤田と行動を共にし、2003年に弁護士になった。悟覚醒後は再び彼に全面的に協力し、共に真犯人である八代を追い詰めることに成功する。
小説版では主人公を務める。『Re』では悟に協力し始める前後と、悟が植物状態に陥った後の賢也の軌跡が描かれる。そのため、彼のエピソードのみ2話分描かれている。
実写映画版
過去、現在共に悟に協力するという役割は同じだが、クライマックスでは警察を呼んで八代を逮捕させ、悟の最期を看取った。
八代 学（やしろ がく）
声 - 宮本充
小学校時代の悟のクラスの担任教師。1988年時点では29歳前後。明るく親身なために人気がある。禁煙の代償行動で、一人でいるときは飴を手放さない。加代の保護にも積極的に動き、再上映後の悟に父親に似た感情を抱かれていた。
しかし、実は作中で起きる連続児童誘拐殺人事件の真犯人であり、悟や「ユウキさん」を陥れるなど、周到で狡猾な人物。誘拐対象の警戒心を容易く解きほぐすほど人心掌握術に長けており、悟や加代の味方を演じ続けることで信頼を得て、悟に自ら殺害の意思を暴露するまで隠し通した。
少年時代、悪行の限りを尽くした兄に関する経緯やその兄を殺したこと（原作のみ）、仲間の屍の上に立ってでも生き延びたハムスターに（自身の「生」に刺激を齎す）スパイスと名付けて飼育したこと、そして人間の頭上に「蜘蛛の糸」が見えるようになったことなど、さまざまな要因が重なった結果、「他者の死とその死に抗う姿」に生の喜びを見出すようになり、それを得るために数々の事件を起こした。愛車はトヨタ・スプリンターカリブ。
西園 学（にしぞの まなぶ）
声 - 大泉一平
市議会議員。高橋親子とも親しく、「Oasi Pizza」の事務室を度々訪れていたため、愛梨からは「店の奥にあるバイトのシフト表を見て、悟たちの行動を把握できる唯一の部外者」として、事件の犯人ではないかと目されていたが、18年前の事件の容疑者リストには名前は載っていない。
実は八代と同一人物である。悟が雛月らを救ったタイムラインにおいても、ベテラン議員の娘（その恋人を殺害している）と婿養子の形で結婚して西園姓になった。同時に名前の読みも「がく」から「まなぶ」に改め、後に死去（殺害）した妻の父親を引き継いで市議となった。
自身の奸計に何度も抗い、死の淵からすらも戻って来た悟を新たな「スパイス」として認識し、植物状態となった以降の彼の様子をペットのように観察していた。悟が目覚めると同時に再び動き出し、原作では市議会経済企画委員長の立場を利用して「リハビリ患者との交流会」と称した対決の舞台を用意。様々な策を講じて悟を陥れようと目論むも、その全てが悟に見抜かれて阻止され、最後は久美を人質に取って悟を誘い出す。吊り橋を炎上させることで悟共々自ら命を断とうとしたが、悟の演技に騙され、共に川に転落。救助された後に逮捕された。
アニメでは身分を明かして直接悟に接触を図った。久美の手術の最中に悟を屋上に連れ出すも、その悟から記憶が戻っていることを告げられる。15年の間、眠る悟を見守り続けることで己の生き甲斐を見出していた心境を悟に指摘され、動揺するなど人間的な弱さが描かれた。そして悟を落下させた後、投身自殺を図るが全ては悟の策略で、彼自身は地面に敷いたマットの上で生存しており、結果として自身の悪事を暴かれて逮捕された。
実写映画版
3度目のタイムラインの2006年にて、子供を誘拐しようとしたところ（1度目のタイムラインで再上映が発動した時）を悟に呼び止められ、ナイフで自殺を図るが、悟に止められてもみ合いになった際に逆上して切り付けて悟に致命傷を負わせる。その後、賢也が連れてきた警官に現行犯逮捕された。過去については特に語られず、「子供が穢れる前に救ってやる」「理不尽な孤独や恐怖から解放してやる」「その代価として自分だけの死を得る」という極めて独善的な動機から事件を起こしたことになっている。
杉田 広美（すぎた ひろみ） / ヒロミ
声 - 鬼頭明里（10歳）、田丸篤志（26歳）
1988年のクラスメイトで、女の子のような名前と外見を持つ少年。アジト仲間。『ファイナルファンタジー』が好き。将棋が強い。悟は「俺と同じで人付き合いが苦手だった」と回想しているが、作中ではそう言った一面はあまり描かれていない。
オリジナルのタイムラインでは1988年に事件の3人目の被害者になって死亡した。連続誘拐殺人事件唯一の男児被害者だが、それは広美が男児だと知っている犯人が「広美は女児だと思われて殺された」と見せかけることで自分を容疑者リストから外すための殺害であった。加代や彩と違って元々は一人でいる時間が長かったわけではないが、悟の何気ない一言がきっかけで徐々にアジト仲間から離れて孤立し、やがて犯人の手に掛かってしまう。それゆえ、悟が「自分なら助けられたはず」と後悔し続ける対象であり、最も忘れたかった人間である。
2度目の再上映において悟の仲間として行動したことで、結果的に殺人事件から救出される。その後、加代と結婚し一児（未来）をもうける。成人後は（植物状態になった悟を助けたいという動機で）医師になる。原作では成人後に事件に関わることはなかったが、アニメ版では最後の八代との対決まで悟に協力した。
実写映画版
事件の3人目の被害者は「浩子」という女児になっており、広美自身は登場しない。アジト仲間は悟、賢也、カズ、オサムの4人だけになっている（そもそもアジトについても語られない）。

### 小学校の生徒
カズ
声 - 菊池幸利
1988年のクラスメイト。アジト仲間であり、「アジト」を作った張本人。シューティングゲーム好き。仲間思いの性格で行動力に溢れており、友達のいなかった賢也をアジトに誘ったり、悟が植物人間になった後は落ち込んでいる仲間たちを元気付けるためにお好み焼きパーティーを開いた。3度目のタイムラインにて、アジトを子供っぽいとバカにした中西彩に「アジトは男のロマンだ」と力説した結果、その子供っぽさを突き抜けた男っぽさに惹かれた彼女と恋仲になった。植物状態となった悟の医療費のための募金活動にも参加。成人後は大工になる。
修（おさむ） / オサム
声 - 七瀬彩夏
1988年のクラスメイト。アジト仲間。『ドラゴンクエスト』が好き。一時期、悟たちの行動に加えてもらえないことから疎外感を抱いていたが、後に理由を聞いて納得した。3度目のタイムラインでは植物状態となった悟の医療費のための募金活動に参加していた。成人後は板前になった様子がエピローグで描かれている。
柳原 美里（やなぎはら みさと）
声 - 木野日菜
1988年のクラスメイト。気が強く悟や加代をからかう。加代とは過去の事情から互いに嫌い合っており、彼女に給食費盗難の疑惑を掛けようとしたが悟と賢也によって失敗。それ以降はクラスでは浮いた存在になっていた。誘拐殺人事件の本来の被害者3人が全員助かったため、代わりのターゲットにされるのではないかと悟に疑われていたが、逆に彼女の存在を罠として悟が真犯人に嵌められることとなる。
3度目のタイムラインでは、植物状態となった悟の医療費のための募金活動に協力していたことが、賢也の手紙から明らかにされた。原作では大人になった姿は描かれないが、アニメ版ではエピローグで登場し、悟が思わず見惚れるほどの美人になっている。
浜田 コウイチ（はまだ コウイチ）
声 - 吉田麻実
1988年のクラスメイト。アイスホッケー部のレギュラーで、全国優勝の実力者。短距離走で悟に勝利するが、悟が遠慮から手を抜いたことに気付き彼を罵倒する。
中西 彩（なかにし あや）
声 - 金子彩花
悟らが通う小学校の隣にある泉水小学校の生徒。エレクトーン教室に通っている。趣味は読書で母が薦めたシェイクスピアの『リア王』を読んでいる。オリジナルのタイムラインでは1988年に起きた連続誘拐殺人事件の第二の犠牲者。明るく人懐っこい性格で友人も多いが、塾にも通っているせいで友達と遊べず一人でいることが多い。そのために事件の標的にされてしまう。
3度目のタイムラインにおいて、加代に続いて彼女も事件から救出しようとした悟たちに接触されるも、そもそも違う学校の生徒で互いに相手のことをよく知らないせいもあってうまくいかず、アジトで遊ぶ彼らを子供っぽいとバカにして立ち去ろうとした。しかしその際に知り合ったカズに恋心を抱くようになり、アジト仲間に加わったことで殺人事件から免れる。中学時代はアジト仲間たちと同じ学校に通っており、植物状態となった悟の医療費のための募金活動の一員を務めた。エピローグには原作では登場しないが、彼女が作ったと思しき弁当にカズが赤面するシーンがある。アニメ版では悟たちの同窓会に参加している。
実写映画版
3度目のタイムラインにおいても救出されることはなく、加代救出後に事件の犠牲者となったことがニュースで語られたのみ。

### その他の人物
高橋（たかはし）
声 - 竹内栄治
悟と愛梨が勤めているピザ屋「Oasi Pizza」の店長。悟からの印象は「ちょっとウザい兄貴肌」。悟の働きぶりを買っており、漫画が上手く行かないようなら、と社員登用を勧めている。愛梨には好意を抱いており、特にアニメ・実写映画版では原作よりもそれを窺わせる描写がある。
事故に遭った悟を気遣う様子を見せるが、悟が連続誘拐殺人の容疑者になってからは信用できず、頼ってきた悟に対して味方を装って彼を警察に引き渡そうとする。寸前で逃げ出した悟は愛梨に匿われ、その愛梨に対しても表面上は悟の味方であるように装い、愛梨が悟を匿っていると睨んで尾行する。しかし既に悟への裏切りを知っている愛梨には見抜かれており、その行為を激怒した愛梨に携帯電話を壊された挙句、顔面を殴られた（実写版では携帯を壊されただけ）。それによって思い直したのか警察には通報せず、放火事件の際には悟と共に愛梨を救出し、悟のことも見逃した。
原作ではそれ以降は出番は無いが、アニメ版ではエピローグでピザの配達をしている様子が描かれている。
澤田 真（さわだ まこと）
声 - 大川透
佐知子の元同僚でテレビ石狩に務めていた記者。2006年時点では退職してフリージャーナリストとなって連続誘拐殺人事件の真犯人を追っており、佐知子とは退職後も意見を交換し合うほか、弁護士である賢也の父とも交流がある。
オリジナルのタイムラインでは、2006年に真犯人に気づいた佐知子に相談を持ち掛けられるがその直後に佐知子は殺害され、母の残した手掛かりを元に尋ねてきた悟に情報を提供する。3度目のタイムラインでは悟が眠り続けて以後、事件の時効に打ちひしがれる賢也をオフィスに誘い、彼を「小林少年」と呼んで共に事件の真相を追求する。最後の戦いでも悟と賢也に協力した。
雛月 明美（ひなづき あけみ）
声 - 岡村明美
加代の母親。旧姓は高島。昭和32年3月12日生まれ。夫・加寿男の暴力にたえかね離婚し現在は愛人（実写版では「須藤」）と暮らしている。元々は優しい母親だったが、次第に心が荒さみ加代を虐待するようになった。最後は児童相談所に虐待が暴かれ、それでも自身の非を認めなかったが、八代によって呼び出された母が自分を庇って謝る姿を見て泣き崩れた。その後、母に預ける形で加代と引き離される。
八代の兄
原作のみ登場。故人。八代が初めて「蜘蛛の糸」を見た人間であり、初めて殺害した人間でもある。
暴力的な性格で、幼いころから度々事件を起こしていた。しかし両親が裕福な家庭の育ちであるためにそれに対処する術を持たなかったことが、その身勝手さを助長させていた。また、対する弟の学が優秀だったことから両親の関心を失っていき、その心はさらに荒んでいった。やがて、好みの女児を学に連れ込ませて性的暴行を働くという悪事を繰り返すようになり、中学時代のある時、連れ込んだ女児を誤って殺害してしまう。その場は遺体を隠すことで逃れるが、密かに学の持ち物であるヒマワリの種（スパイスのおやつ）を利用して学に罪を着せようと画策していた。しかしそれを見抜いた学に後日「罪の意識にたえかねての自殺」に見せかけて殺害される。八代の人格形成に大きな影響を与えており、ある意味では全ての元凶と言える存在である。
北村（きたむら）
声 - 浜田賢二
千葉にある総合病院に所属する悟の主治医。北海道から千葉に悟が転院した後、前任者から引き継いで長い間、悟の治療を続けてきている。悟が目を覚ました後は悟が感じた医学的な疑問に真摯さを以って答えた。感情を表に出さない気難しい人物のようだが、原作では佐知子のカレーの味に（わざわざ人前では平静を装いながら）誰もいないところで一人感激するといった奇妙な一面が描かれている。アニメ版では悟が回復した時は佐知子から感謝されている描写が追加されている。実写映画版では終盤の展開が全く異なるため登場しない。
北丸 久美（きたまる くみ）
声 - 宇山玲加
白血病で入院している少女で、リハビリ中の悟に出会い親しくなった。骨髄移植の手術に恐れており悟に相談にのってもらっている。それゆえに悟に執着していた八代に目をつけられ、事件に巻き込まれることとなる。アニメ版においては、悟と同様に西園（八代）を慕っていた。
原作では手術は無事に終了して健康体になるも、「さざんかの集い」に参加した際に八代の手に落ちる。アニメでは手術の最中に八代に命を狙われる。しかしいずれも悟の作戦で阻止され、無事救出された。原作の最終回では2010年に高校受験に合格しており、藤沼親子とも未だ親交がある様子が描かれている。北村同様、実写映画版には登場しない。
杉田 未来（すぎた みらい）
声 - 悠木碧
広美と加代の長男。悟曰く広美に似て睫毛が長い。悟の面会に訪れた加代に伴われて登場した。アニメ版においては、この際にぐずった時に悟の掌に触れた安堵感によってか、瞬時に眠りに落ちたが、そのことが悟の記憶を呼び覚ますきっかけとなった。原作最終回にて、小学校に上がるくらいまで成長した姿で登場した。
実写映画版
加代の項で上述した通り加代の長女に変更されており、名前も特に明かされない。広美が登場しないため父親も不明。悟の葬儀の時点で既に小学生ほどに成長していた。
佐々岡 美穂（ささおか みほ）
『Re』に登場。佐々岡夫妻の娘で、愛梨の従姉。高校時代から佐々岡家で暮らしている愛梨とは仲が良く、「美穂姉」と慕われている。病弱な体質で子供のころは入退院を繰り返しており、社会人として働いている現在でも病院通いは続いている模様。高校も21歳の時に通信制で卒業した。悟が愛梨に匿われていた時は入院中のためか自宅にはいなかった。そんな経緯から人と接することが苦手だったが、愛梨の存在のおかげで変われたと自認しており、事務所を辞めて落ち込んでいる愛梨に助言を送る。本編最終回で愛梨が被っていた帽子は彼女の物である。
館山 つばめ（たてやま つばめ）
『Re』に登場。愛梨が勤めていたデザイン事務所の所長。リアリストゆえに、また愛梨の腕の未熟さもあって彼女の直感的な写真を評価せず、ショックを受けた愛梨は自ら事務所を辞めてしまう。しかし実際は愛梨のことを気に掛けており、密かに再就職先の手配をしていた。

## キーワード
再上映（リバイバル）
悟の持つ特殊能力。悟の身近に何か「悪いこと（事件・事故など）」が迫ると発動し、1分から5分ほどの時を遡るタイムリープが起こる。自分の意思とは関係なく発動する上、その「悪いこと」の原因が取り除かれるまでは何度も時間が巻き戻るため、悟はその回避のための行動を強制されていた。トラブルを回避したところで「マイナスだったことがプラマイ0になる（悪いことが発生しなくなるだけ）」か、たまに「自分にとってマイナスになる（未然に防ごうとした結果、自分が労力を使う）」だけであるため、悟本人には疎ましく思われている。また、自分自身の危機に対して発動したことは無い。佐知子が殺害されて以降は18年もの時を超える大きな再上映が起きるようになったが、その理由も再上映そのものの正体についても作中では明言はされていない。一連の事件が解決した後は全く起きなくなったと言う。
アジト
1988年で悟たちのグループがたまり場にしていた建物。河川敷にある機械室で本来は立ち入り禁止なので、足跡を残さないように雪が降ってすぐには行かない決まりがある。当初はカズが主導でオサムと広美の三人のみの場所で、後に賢也と悟がアジト仲間に加わったが、オリジナルのタイムラインではある時を境に広美が離れ、最終的には殺人事件の現場になってしまう。3度目のタイムラインでは事件とは無縁のままで、加代と彩もアジト仲間に加わった。
戦え！ワンダーガイ
悟が子供のころから好きな変身ヒーローものの漫画、およびそれを原作としたアニメ。家族を含む全ての人類を救うために戦いに身を投じたが、戦いが激化するにつれて身を案じて家族を遠ざけ、家族を守ろうとすればするほど家族との絆を薄れさせてしまう…という放送当時としては風変わりな作風だった。原作最終話での悟の作文によると、最後は信じあえる仲間と共に敵のボスを倒して終わったらしい。悟が漫画家を志す切っ掛けとなった作品でもある。実写映画版では悟自身の作品という設定となっている。
スパイス
八代が少年時代に飼っていたハムスター。八代のクラスメイトが不注意でペットのハムスターを繁殖させてしまったことの相談を持ち掛けられた際、その全てを水に沈めて処分しようとしたが、そのうちの一匹が他のハムスターの死骸の上に立って生き延びており、八代に衝撃を与える。八代はその生き残りを「自分に生の刺激を与えてくれた存在」と認識し、スパイスと名付けて自ら飼育することを決意。寿命を迎えるまで可愛がった。その死後、八代は文字通り生きることのスパイスを失い、後述の蜘蛛の糸の件も重なってやがて数々の事件を起こす大きな原因となる。
再上映で何度も自身の策を打ち破った悟に再び生の刺激を見出した八代は、彼を第二のスパイスとして認識し、ペットのように観察するようになる。
蜘蛛の糸
八代にのみ見える現象。特定の人間の頭上に一本の蜘蛛の糸が現れ、八代はこの糸が現れた相手を芥川龍之介の小説『蜘蛛の糸』に準えて死すべき人間と見做し、その糸を切るような感覚で手に掛けてきた。原作では最初に見えた人間は八代の兄であり、彼が乱暴していた女児を誤って殺害した時から見えるようになった。アニメ版ではスパイスとの出会い以来見えるようになったとされる。また、アニメ版ではこの蜘蛛の糸自体が八代が殺人を繰り返してきた理由であり、加代や悟の頭上にも見えていた。
八代自身の頭上にも蜘蛛の糸は見えていたが、悟に敗北した際にその糸は切れて無くなった。

## 書誌情報
- 三部けい 『僕だけがいない街』 角川書店〈角川コミックス・エース〉、全9巻（本編は8巻まで。9巻は外伝『Re』収録）
  1. 2013年1月25日 ISBN 978-4-04-120557-0
  2. 2013年5月31日 ISBN 978-4-04-120701-7
  3. 2013年12月4日 ISBN 978-4-04-120911-0
  4. 2014年6月2日 ISBN 978-4-04-101742-5
  5. 2014年12月26日 ISBN 978-4-04-101743-2
  6. 2015年7月4日 ISBN 978-4-04-103134-6
  7. 2015年12月26日 ISBN 978-4-04-103675-4
  8. 2016年5月2日 ISBN 978-4-04-103915-1
  9. 2017年2月4日 ISBN 978-4-04-104879-5

## 小説
『僕だけがいない街 Another Record』（ぼくだけがいないまち アナザー・レコード）のタイトルで、電子書籍雑誌『文芸カドカワ』2015年11月号から2016年3月号まで連載された。著者は一肇。表装画と扉絵イラストは原作者の三部けいが担当している。
犯人側の手記と最終回後の弁護士を務めるケンヤの視点と、2つの原作とは別視点の物語が描かれる。連載時には犯人側の手記のみが掲載され、それ以外は単行本で加筆された。
単行本は、2016年3月30日に角川書店（KADOKAWA）からソフトカバー装丁で発売された。ISBN 978-4-04-103383-8。
2018年には文庫化され、角川文庫レーベルより2018年8月24日に発売されており、一肇と原作者の三部けいとの対談が単行本より新たに収録されている。ISBN 978-4-04-107224-0。

## テレビアニメ
2016年1月8日より、3月25日までフジテレビ『ノイタミナ』枠ほかにて放送された。第十話までは比較的原作に沿っていたが、この時点ではまだ原作が完結していなかったため、第十一話の途中からは原作とはやや違うオリジナルストーリーとなっている。ただし原作サイドから終わり方は伝えられており、大凡の結末は同じ。

### スタッフ
- 原作 - 三部けい
- 監督 - 伊藤智彦
- シリーズ構成 - 岸本卓
- 脚本 - 岸本卓、安永豐
- キャラクターデザイン - 佐々木啓悟
- プロップデザイン - 横田匡史
- 監督助手 - 石井俊匡
- 美術監督 - 佐藤勝
- 美術設定 - 長谷川弘行
- 色彩設計 - 佐々木梓
- 撮影監督 - 青嶋俊明
- CG監督 - 那須信司
- 編集 - 西山茂
- 音響監督 - 岩浪美和
- 音楽 - 梶浦由記
- 音楽制作 - アニプレックス、フジパシフィックミュージック
- 音楽プロデューサー - 佐野弘明、舩橋宗寛
- チーフプロデューサー - 岩上敦宏、松崎容子
- プロデューサー - 鈴木健太、松尾拓
- アニメーションプロデューサー - 賀部匠美
- アニメーション制作 - A-1 Pictures
- 製作 - アニメ「僕街」製作委員会（アニプレックス、フジテレビジョン、KADOKAWA、関西テレビ放送、京楽産業ホールディングス、電通、ローソン、シーワン、クリスマスホーリー、鐘通インベストメント）

### 主題歌
「Re:Re:」
オープニングテーマ。作詞は後藤正文、作曲は後藤正文と山田貴洋、編曲・歌はASIAN KUNG-FU GENERATION。
「それは小さな光のような」
エンディングテーマ。作詞・作曲は梶浦由記、編曲は江口亮、歌はさユり。
第1話では未使用。

### 各話リスト
| 話数     | サブタイトル | 脚本   | 絵コンテ | 演出     | 作画監督                                              | 放送日 （フジテレビ） |
| -------- | ------------ | ------ | -------- | -------- | ----------------------------------------------------- | --------------------- |
| 第一話   | 走馬灯       | 岸本卓 | 伊藤智彦 | 伊藤智彦 | 佐々木啓悟                                            | 2016年 1月8日         |
| 第二話   | 掌           | 岸本卓 | 石井俊匡 | 石井俊匡 | 伊藤公規                                              | 1月15日               |
| 第三話   | 痣           | 安永豊 | 鹿間貴裕 | 鹿間貴裕 | 鹿間貴裕                                              | 1月22日               |
| 第四話   | 達成         | 岸本卓 | 綿田慎也 | 綿田慎也 | 横田匡史                                              | 1月29日               |
| 第五話   | 逃走         | 安永豊 | 平川哲生 | 星野真   | 新井博慧                                              | 2月5日                |
| 第六話   | 死神         | 岸本卓 | 森大貴   | 森大貴   | 山名秀和                                              | 2月12日               |
| 第七話   | 暴走         | 安永豊 | 江崎慎平 | 石井俊臣 | 小野田貴之                                            | 2月19日               |
| 第八話   | 螺旋         | 安永豊 | 古住千秋 | 古住千秋 | こさや                                                | 2月26日               |
| 第九話   | 終幕         | 岸本卓 | 伊藤智彦 | 伊藤智彦 | 佐々木啓悟 横田匡史 山名秀和 戸谷賢都 秋月彩 古住千秋 | 3月4日                |
| 第十話   | 歓喜         | 岸本卓 | 鹿間貴裕 | 鹿間貴裕 | 前田学史                                              | 3月11日               |
| 第十一話 | 未来         | 岸本卓 | 江崎慎平 | 星野真   | 伊藤公規 杉崎由佳                                     | 3月18日               |
| 第十二話 | 宝物         | 岸本卓 | 石井俊匡 | 石井俊匡 | 佐々木啓悟 横田匡史                                   | 3月25日               |

### 放送局
| 放送期間                | 放送時間                     | 放送局             | 対象地域       | 備考                                     |
| ----------------------- | ---------------------------- | ------------------ | -------------- | ---------------------------------------- |
| 2016年1月8日 - 3月25日  | 金曜 0:55 - 1:25（木曜深夜） | フジテレビ         | 関東広域圏     | 製作委員会参加                           |
|                         |                              | 岩手めんこいテレビ | 岩手県         |                                          |
|                         |                              | さくらんぼテレビ   | 山形県         |                                          |
|                         | 金曜 1:00 - 1:30（木曜深夜） | テレビ愛媛         | 愛媛県         |                                          |
|                         | 金曜 1:20 - 1:50（木曜深夜） | 秋田テレビ         | 秋田県         |                                          |
|                         | 金曜 1:35 - 2:05（木曜深夜） | テレビ静岡         | 静岡県         |                                          |
|                         | 金曜 1:45 - 2:15（木曜深夜） | 新潟総合テレビ     | 新潟県         |                                          |
|                         |                              | テレビくまもと     | 熊本県         |                                          |
|                         | 金曜 1:55 - 2:25（木曜深夜） | 福島テレビ         | 福島県         |                                          |
|                         |                              | 関西テレビ         | 近畿広域圏     | 製作委員会参加                           |
|                         |                              | テレビ西日本       | 福岡県         |                                          |
|                         | 金曜 2:00 - 2:30（木曜深夜） | テレビ新広島       | 広島県         |                                          |
|                         | 金曜 2:05 - 2:35（木曜深夜） | 仙台放送           | 宮城県         |                                          |
|                         |                              | 鹿児島テレビ       | 鹿児島県       |                                          |
|                         | 金曜 2:15 - 2:45（木曜深夜） | 東海テレビ         | 中京広域圏     |                                          |
| 2016年1月9日 - 3月26日  | 土曜 0:40 - 1:10（金曜深夜） | サガテレビ         | 佐賀県         |                                          |
| 2016年1月11日 - 4月4日  | 月曜 1:00 - 1:30（日曜深夜） | 北海道文化放送     | 北海道         | 作品の舞台 / 第11話・第12話は2話連続放送 |
| 2016年1月23日 - 4月9日  | 土曜 1:50 - 2:20（金曜深夜） | 岡山放送           | 岡山県・香川県 |                                          |
| 2016年1月27日 - 4月13日 | 水曜 1:55 - 2:25（火曜深夜） | 長野放送           | 長野県         |                                          |

| 配信期間        | 配信時間        | 配信サイト             | 備考                                 |
| --------------- | --------------- | ---------------------- | ------------------------------------ |
| 2016年1月8日 -  | 金曜 12:00 更新 | フジテレビオンデマンド |                                      |
|                 |                 | dアニメストア          |                                      |
|                 |                 | GYAO!                  | 当初は全話有料、1月28日から第1話無料 |
| 2016年1月15日 - |                 | バンダイチャンネル     | 全話有料、第1話・第2話同時配信開始   |

### BD / DVD
| 巻 | 発売日        | 収録話         | 規格品番      | 規格品番      |
| 巻 | 発売日        | 収録話         | BD            | DVD           |
| -- | ------------- | -------------- | ------------- | ------------- |
| 上 | 2016年3月23日 | 第1話 - 第6話  | ANZX-12041〜4 | ANZB-12041〜4 |
| 下 | 2016年6月22日 | 第7話 - 第12話 | ANZX-12045〜8 | ANZB-12045〜8 |

### WEBラジオ
『dアニメストア presents 「僕だけがいない街」土屋太鳳×伊藤智彦監督 スペシャルWEBラジオ！』は、2016年1月14日から3月24日までdアニメストアにて配信された番組。隔週木曜日正午更新。パーソナリティは、土屋太鳳（藤沼悟 役）、伊藤智彦（監督）。

## 映画
2016年3月19日公開。前半は比較的原作に沿った流れだが、尺の問題や撮影当時まだ原作が完結していないこともあり、途中から大きく異なった展開へと変わっていく。特に最後は製作陣の「悲劇でもいいんじゃないか」という考えにより、ハッピーエンドであった原作・アニメとは全く違う結末を迎える。一方、監督の平川の「悲劇でも単なる絶望では終わらず、ラストで希望を描いてほしい」というリクエストにより、映画独自のエンディングが出来上がった。

### キャスト（映画）
- 藤沼悟 - 藤原竜也（少年期：中川翼[16]）
- 片桐愛梨 - 有村架純
- 雛月加代 - 鈴木梨央[16]（成人期：森カンナ）
- 白鳥潤 - 林遣都[16]
- 雛月明美 - 安藤玉恵
- 須藤 - 淵上泰史
- 高橋店長 - 高橋努
- 八代学 - 及川光博
- 小林賢也 - 福士誠治[16]
- 澤田真 - 杉本哲太[16]
- 藤沼佐知子 - 石田ゆり子

### スタッフ（映画）
- 原作 - 三部けい「僕だけがいない街」（KADOKAWA/角川コミックス・エース）
- 監督 - 平川雄一朗
- 脚本 - 後藤法子
- 音楽 - 林ゆうき
- 主題歌 - 栞菜智世「Hear 〜信じあえた証〜」（ユニバーサルミュージック/EMI RECORDS）[18]
- 製作 - 福田太一、堀内大示、横澤良雄、岩田天植、堀義貴、島田和大、長坂信人、村田嘉邦、宮本直人、平田英己、市村友一
- エグゼクティブプロデューサー - 小岩井宏悦
- プロデューサー - 春名慶、丸田順悟、内山雅博
- 撮影 - 斑目重友
- 美術 - 樫山智恵子
- 照明 - 池田順一
- 録音 - 豊田真一
- 編集 - 坂東直哉
- 装飾 - 秋田谷宣博
- スタイリスト - 浜井貴子
- ヘアメイク - 倉田明美、内野晶子
- 特殊メイク - 江川悦子
- 音楽プロデューサー - 北原京子
- VFXスーパーバイザー - 中村明博
- 記録 - 小宮尚子
- 助監督 - 吉村達矢
- 制作プロダクション - オフィスクレッシェンド
- 製作 - 映画「僕だけがいない街」製作委員会（ワーナー・ブラザース映画、KADOKAWA、関西テレビ放送、博報堂DYメディアパートナーズ、ホリプロ、ユニバーサルミュージック、オフィスクレッシェンド、博報堂DYミュージック&ピクチャーズ、GYAO、楽天、朝日新聞社）
- 配給 - ワーナー・ブラザース映画

## ドラマ
Netflixにて連続ドラマ化され、2017年12月15日より世界190か国に配信された。全12回。原作の映像化はアニメ（2016年1月）、映画（2016年3月）に続いて3度目。
Netflixは下山天監督に「連続ドラマとして取り組むのではなくて1本の映画として演出をして欲しい」と要望し、脚本は撮影前に全話分が完成され、撮影は4Kカメラ、サウンドは5.1chで作られた。下山監督は制作にあたり「原作の完全な映像化」を掲げ、北海道のシーンは家の中からバスのシーンも全て苫小牧市で行われた。教室のシーンは、白老町の白老小学校旧校舎で行われた。北海道でのクランクインにはNetflix米本社のスタッフも立ち会った。
2016年のアニメ化、映画化の際は原作が未完であったこともあり、それぞれ違った結末が描かれたが、原作完結後初めての映像化となったこの連続ドラマでは、ストーリーおよび結末ともに原作に忠実に描かれている。
2021年1月8日（7日深夜）から3月26日（25日深夜）まで関西テレビの金曜0:25-0:55にて放送された。

### キャスト（ドラマ）
藤沼家
- 藤沼悟 - 古川雄輝（少年期：内川蓮生）
- 藤沼佐知子 - 黒谷友香:藤沼悟の母。

ピザヨッカー
- 片桐愛梨 - 優希美青:高等学校生徒。藤沼悟のアルバイト先の同僚。
- 高橋店長 - 今野浩喜

小学校時代
- 雛月加代 - 柿原りんか（成人期：吉谷彩子）:美琴小学校児童。
- 雛月明美 - 江口のりこ:雛月加代の母。
- 小林賢也 - 小田陽翔（成人期：白洲迅）:美琴小学校児童。
- 杉田広美 - 城桧吏（成人期：溝口琢矢）:美琴小学校児童。
- カズ - 三澤拓冬:美琴小学校児童。
- オサム - 福田徠冴:美琴小学校児童。
- 柳原美里 - 嶋村心杏:美琴小学校児童。
- 八代学 - 戸次重幸（少年期：高木煌大）:美琴小学校教諭。藤沼悟らの担任。
- 八代学の兄 - 佐藤光将
- 北海道胆振支庁児童相談所職員 - 河野真也
- 北海道胆振支庁児童相談所職員 - 大橋由紀子
- 中西彩 - 髙木彩那:美琴小学校の隣の泉水小学校の児童。
- 白鳥潤 - 矢野聖人:勇気さんと呼ばれる藤沼家の近所のお兄さん。

千葉中央総合病院
- 北村 - 安井順平:藤沼悟の主治医。
- 看護師 - 小板橋みすず:藤沼悟を担当する看護師。
- 北丸久美 - 安藤美優:白血病で入院する少女。
- ツアーコンダクタ - 中川光男:リハビリ患者交流会のツアーコンダクタ。
- ツアーコンダクタ - 木下桜:リハビリ患者交流会のツアーコンダクタ。

その他
- 澤田真 - 眞島秀和:藤沼佐知子の元同僚。
- カメラマン - 銀次郎:写真週刊誌カメラマン。
- 西園学の秘書 - フジキマコト

### スタッフ（ドラマ）
- 原作 - 三部けい「僕だけがいない街」（KADOKAWA/角川コミックス・エース）
- 監督 - 下山天[19][21]
- 脚本 - 大久保ともみ
- 音楽 - 吉川清之
- 主題歌 - 彼女 IN THE DISPLAY「アカネ-ドラマver.-」
- 制作プロダクション - コクーン
- 制作 - 関西テレビ放送
- 製作 - ドラマ「僕だけがいない街」製作委員会（関西テレビ放送、KADOKAWA）
- 製作提携 - Netflix